# Vuelo 171 de Indian Airlines
El vuelo 171 de Indian Airlines fue un Sud Aviation Caravelle de Indian Airlines que se estrelló mientras intentaba un aterrizaje de emergencia en el aeropuerto de Bombay (ahora Aeropuerto Internacional Chhatrapati Shivaji) el 12 de octubre de 1976 después de sufrir una falla incontenible del motor, matando a las 95 personas a bordo. La fatiga del metal en el disco del compresor de alta presión de la décima etapa del motor n° 2 provocó su desintegración, los fragmentos resultantes cortaron las líneas de combustible, lo que provocó que el combustible se filtrara al motor y se encendiera, lo que provocó un incendio descontrolado que eventualmente afectó las superficies de control y provocó una pérdida de control.

## Accidente
El vuelo 171 era un vuelo de pasajeros nacional programado desde Bombay (ahora Mumbai) a Madrás (ahora Chennai). Originalmente, se suponía que un avión Boeing haría el vuelo, pero desarrolló problemas en el motor y fue reemplazado por un Sud Aviation Caravelle. Poco después del despegue de la pista 27, el Vuelo 171 sufrió una falla en el motor nº 2. La tripulación del vuelo 171 inmediatamente se volvió para intentar un aterrizaje de emergencia en la pista 09 del aeropuerto de Bombay, la aeronave perdió el control y cayó en picado contra el suelo. Todos a bordo del vuelo 171 perecieron en el accidente.

## Investigación
Una grieta por fatiga en el disco del compresor de la décima etapa provocó una falla en la planta de energía, seguida de la explosión de la carcasa del compresor y el corte de las líneas de combustible que se extendían por la estructura. Esto provocó un intenso incendio en vuelo en el compartimiento del motor. Se cree que el fuego consumió el suministro de fluido hidráulico del Caravelle y esta fue la causa de que la aeronave se saliera de control.

## Víctimas notables
La actriz india Rani Chandra murió en el accidente. También se suponía que el actor indio Jeetendra abordaría la aerolínea, pero la canceló. El actor dijo que debido a que era Karwa Chauth, su esposa le pidió que retrasara el viaje, pero Jeetendra decidió dirigirse al aeropuerto de todos modos. Después de llegar al aeropuerto, se dio cuenta de que el vuelo estaba retrasado y decidió volver a casa para ayudar a su esposa a desayunar. Sin embargo, Shobha no lo dejó partir hacia el aeropuerto nuevamente, y horas después se enteró de que el avión en el que se suponía que debía viajar se incendió en el aire.
El actor y productor de cine hindi Atam Prakash también murió en este accidente aéreo.